# مدسنویل (لوئیزیانا)
مدسنویل (به انگلیسی: Madisonville) شهری در ایالت لوئیزیانا کشور ایالات متحده آمریکا است که جمعیت آن در سرشماری سال ۲۰۱۰ میلادی، ۷۴۸ نفر بوده‌است.